# Präsident des Ministerrats
Der Präsident des Ministerrats (italienisch Presidente del Consiglio dei Ministri) ist der Regierungschef der Italienischen Republik. Im Deutschen wird er meist kurz als Ministerpräsident oder Premierminister bezeichnet. Eine alternative wortwörtliche Entsprechung des offiziellen Titels wäre Ministerratspräsident, da er dem Ministerrat (Kabinett) vorsitzt.
Der Ministerpräsident wird zunächst vom Staatspräsidenten ernannt und danach von beiden Kammern des Parlaments mittels Vertrauensvotum in namentlicher Abstimmung bestätigt. Er und die Regierung sind vom Vertrauen beider Parlamentskammern abhängig. Er wahrt die Einheitlichkeit der Ausrichtung in Politik und Verwaltung, indem er die Tätigkeit der Minister fördert und koordiniert. In der protokollarischen Rangordnung steht der Ministerpräsident nach dem Staatspräsidenten und den Präsidenten der beiden Parlamentskammern an vierter Stelle. Als Regierungschef spielt er eine zentrale politische Rolle, in Koalitionsregierungen hängt seine Handlungsfähigkeit allerdings von den Mehrheitsverhältnissen ab, die in Italien in der Vergangenheit oft instabil waren.
Der Amtssitz des italienischen Ministerpräsidenten ist der Palazzo Chigi in Rom. Dort unterstützt ihn das Ministerratspräsidium.
Seit dem 22. Oktober 2022 bekleidet Giorgia Meloni als erste Frau das Amt des Ministerratspräsidenten (Ministerpräsidenten) der Italienischen Republik.

## Geschichte
Das Amt des italienischen Ministerpräsidenten hat eine piemontesische Vorgeschichte, weil der italienische Nationalstaat im März 1861 aus dem Königreich Sardinien-Piemont hervorging und dessen Verfassung von 1848 (Statuto Albertino) auch nach der italienischen Einigung in Kraft blieb. Es lässt sich zurückführen auf das Amt des Ersten Staatssekretärs, das Herzog Karl III. von Savoyen 1521 offiziell etablierte, sowie auf das noch ältere Amt des Kanzlers von Savoyen. Der Verfassung von 1848 zufolge lag die Exekutive beim König und bei den Ministern, die zusammen die Regierung bildeten. Einen Ministerpräsidenten sah die Verfassung nicht vor, auch keine vom Vertrauen des Parlaments abhängige Regierung. Dennoch ließen die Savoyer als konstitutionelle Monarchen beides im so genannten „Liberalen Italien“ bis 1925 zu.
Mangels Verfassungsrang und eigenem administrativem Unterbau und wegen der Abhängigkeit von König und Parlament hatten die Ministerpräsidenten seinerzeit eine schwache Stellung. Sie übten ihr Amt normalerweise in Personalunion mit dem eines Fachministers aus, meist mit dem des Innenministers, der damals wegen des zentralistischen Staatsaufbaus eine starke Stellung hatte. Wegen der politischen Verhältnisse wechselten die Ministerpräsidenten und die Regierungen seinerzeit häufig. Zu den bedeutendsten Ministerpräsidenten dieser Epoche zählen Camillo Benso von Cavour, der mit seinem dritten Kabinett die letzte piemontesische und die erste italienische Regierung bildete, sowie Giovanni Lanza, Agostino Depretis und Giovanni Giolitti, der zwischen 1900 und 1914 bedeutende wirtschaftliche und soziale Impulse geben konnte.
Die liberale Epoche beendete Benito Mussolini, der ab 1925 mit seinen Faschisten ein diktatorisches Einparteiensystem erzwang. Er ließ sich per Gesetz das Amt des „Regierungschefs, Premierministers und Staatssekretärs“ schaffen, das mit einer großzügigen Richtlinienkompetenz ausgestattet war. Darüber hinaus war er Vorsitzender des Großen Faschistischen Rates, der ihm am 25. Juli 1943 das Misstrauen aussprach. Nach dem Ende des Faschismus konnte man wegen der militärischen Besetzung des Landes und mangels eines gewählten Parlaments zunächst nicht zur alten, liberalen Verfassungsordnung zurückkehren, auch weil mit der Wahl zur Verfassunggebenden Versammlung am 2. und 3. Juni 1946 zugleich über die künftige Staatsform abgestimmt wurde und Italien zur Republik wurde. In dieser Übergangszeit von September 1943 bis Juli 1946 regierten die Ministerpräsidenten unter der Aufsicht der Westalliierten zunächst ohne Parlament, ab April 1945 dann mit dem parlamentsähnlichen Beratungsgremium Consulta nazionale.
Mit der am 1. Januar 1948 in Kraft getretenen republikanischen Verfassung entstand das Amt des italienischen Ministerpräsidenten verfassungsrechtlich. Die Verfassung legt dieses Amt nicht dezidiert schwach aus; es blieb wegen der instabilen parteipolitischen Verhältnisse und der daraus resultierenden häufigen Regierungswechsel augenscheinlich schwach. Tatsächlich blieb jedoch die Christdemokratische Partei mit ihren kleinen Koalitionspartnern bis Anfang der 1990er Jahre ohne Unterbrechung an der Macht, auch weil eine Regierungsübernahme durch die Kommunistische Partei als nicht hinnehmbar erschien. Die Regierungswechsel waren meist auf Auseinandersetzungen innerhalb dieser Koalitionen zurückzuführen, es kam jedoch zu keinen wesentlichen Veränderungen der politischen Grundkonstellation. Die Regierungsämter blieben über einen langen Zeitraum bei einem relativ kleinen Personenkreis, dessen Mitglieder bei Regierungswechseln oft nur von einem Amt zum anderen wechselten. So bildete Ministerpräsident Alcide De Gasperi von 1945 bis 1953 acht Kabinette, Giulio Andreotti sieben und Amintore Fanfani sechs. In außergewöhnlich schwierigen Zeiten übernahmen parteilose Fachleute das Amt des Ministerpräsidenten, so Carlo Azeglio Ciampi (Kabinett Ciampi 1993/94), Lamberto Dini (Kabinett Dini 1995/96) und Mario Monti (Kabinett Monti 2011 bis 2013). Der langjährige Ministerpräsident Silvio Berlusconi wurde auch wegen seiner Interessenkonflikte und Skandale bekannt. Mit Giorgia Meloni hat seit 2022 das erste Mal seit seinem Bestehen eine Frau das Amt des Ministerpräsidenten inne.

## Verfassungsrechtliche Stellung

### Ernennung, Bestätigung und Ende der Amtszeit
Unter Berücksichtigung der Mehrheitsverhältnisse im Parlament und nach Konsultationen mit den Führern der im Parlament vertretenen politischen Parteien ernennt der Staatspräsident den Ministerpräsidenten und auf dessen Vorschlag die Minister. Auf Vorschlag der einzelnen Minister ernennt der Ministerpräsident die Staatssekretäre in den verschiedenen Ministerien.
Mit der Vereidigung des Ministerpräsidenten und der Minister durch den Staatspräsidenten ist die Regierung im Amt. Sie muss jedoch von beiden Kammern des Parlaments mittels Vertrauensvotum bestätigt werden. Sie bleibt vom Vertrauen beider Parlamentskammern abhängig. Der Ministerpräsident hat nicht die Befugnis, selbständig Minister zu ernennen oder zu entlassen. Er kann jedoch zurücktreten, was das Ende der gesamten Regierung bedeutet, und mit einem umgebildeten, vom Staatspräsidenten ernannten Kabinett wiederum zur Vertrauensabstimmung vor das Parlament treten. Das Parlament kann den Ministerpräsidenten und damit seine Regierung als Ganzes durch ein Misstrauensvotum jederzeit stürzen oder durch ein individuelles Misstrauensvotum einzelne Minister aus der Regierung entfernen. Nach einem freiwilligen Rücktritt des Ministerpräsidenten, einem Misstrauensvotum oder nach Parlamentsauflösung und Neuwahlen bleibt er mit der Regierung normalerweise geschäftsführend bis zur Vereidigung einer neuen Regierung im Amt. Der Staatspräsident kann jedoch in diesen Fällen auch eine andere Person mit der geschäftsführenden Regierung beauftragen. Wird während der Amtszeit des Ministerpräsidenten vom Parlament ein neuer Staatspräsident gewählt, wird vom Ministerpräsidenten der Rücktritt erwartet; normalerweise bittet der Staatspräsident dann den Ministerpräsidenten, sein Rücktrittsgesuch zurückzunehmen.
Eine volle Amtszeit des Ministerpräsidenten entspricht einer vollen fünfjährigen Legislaturperiode des Parlaments. Die Verfassung enthält keine ausdrückliche Begrenzung auf eine oder mehrere Amtszeiten oder Legislaturperioden. In der Regel bleiben italienische Regierungen nicht eine volle Legislaturperiode im Amt.

### Kompetenzen
Der Artikel 95 der italienischen Verfassung hat folgenden Wortlaut:

“Il Presidente del Consiglio dei ministri dirige la politica generale del Governo e ne è responsabile. Mantiene l'unità di indirizzo politico ed amministrativo, promuovendo e coordinando l'attività dei ministri. I Ministri sono responsabili collegialmente degli atti del Consiglio dei ministri, e individualmente degli atti dei loro dicasteri. La legge provvede all'ordinamento della Presidenza del Consiglio e determina il numero, le attribuzioni e l'organizzazione dei ministeri.”

„Der Präsident des Ministerrates bestimmt die allgemeine Politik der Regierung und übernimmt dafür die Verantwortung. Er wahrt die Einheitlichkeit der Ausrichtung in Politik und Verwaltung, indem er die Tätigkeit der
Minister fördert und koordiniert. Die Minister sind gemeinsam für die Handlungen des Ministerrates und einzeln für die Handlungen ihres Geschäftsbereiches verantwortlich. Das Gesetz regelt den Aufbau des Präsidiums des Ministerrates und setzt die Anzahl, den Aufgabenbereich und die Organisation der Ministerien fest.“

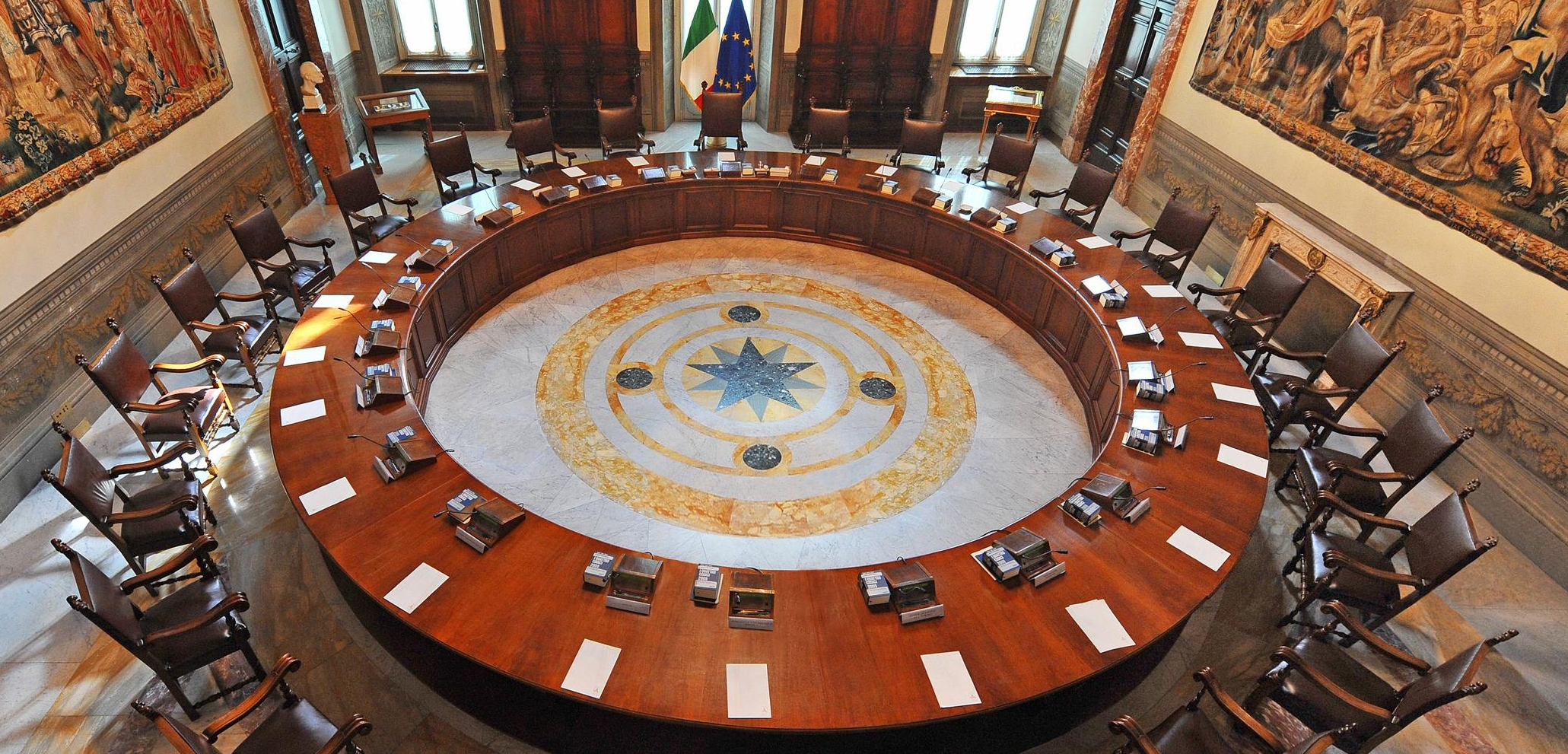
Saal des Ministerrats (Kabinettssaal) im Palazzo Chigi

Lange Zeit wurde die Stellung des italienischen Ministerpräsidenten innerhalb des Ministerrats oder Kabinetts als primus inter pares interpretiert, der keine politische Richtlinienkompetenz wie der deutschen Bundeskanzler habe, sondern eher mit dem österreichischen Bundeskanzler vergleichbar sei. Diese Interpretation bürgerte sich wegen der Verfassungswirklichkeit mit den schwierigen parteipolitischen Verhältnissen und instabilen Koalitionsregierungen ein. Ein wesentlicher Faktor für die tatsächliche politische Machtstellung des Ministerpräsidenten ist das Wahlsystem, wobei ein reines Verhältniswahlsystem die Stellung des Ministerpräsidenten tendenziell eher schwächt, während ein Mehrheitswahlsystem oder eine Mehrheitsprämie ihn stärken können. Ist der Ministerpräsident mit seiner Partei auf keinen Koalitionspartner angewiesen, so kann er Artikel 95 der Verfassung wirklich voll ausschöpfen.
Im Jahr 2007 brachte die Reform der Nachrichtendienste Italiens dem Ministerpräsidenten einen Machtzuwachs. Bis zur Reform unterstanden die Nachrichtendienste respektive dem Verteidigungs- und dem Innenminister. Beim Ministerratspräsidium war ein Koordinierungsorgan angesiedelt. Seit 2007 unterstehen der Auslandsnachrichtendienst AISE und der Inlandsdienst AISI dem Ministerpräsidenten. Koordiniert werden die beiden Dienste von einer Abteilung des Ministerratspräsidiums. Im Dezember 2015 trat ein Gesetz in Kraft, das es dem Ministerpräsidenten nach Anhörung des parlamentarischen Komitees zur Kontrolle der Nachrichtendienste erlaubt, im Rahmen von nachrichtendienstlichen Operationen den Einsatz militärischer Spezialkräfte anzuordnen, wenn eine Krise im Ausland die nationale Sicherheit Italiens beeinträchtigt oder wenn der Schutz italienischer Staatsbürger im Ausland nicht anders gewährleistet werden kann.
Der Ministerpräsident ist auf nationaler Ebene auch für den Katastrophenschutz verantwortlich.

## Liste der Amtsinhaber

### Königreich Sardinien-Piemont (1848–1861)
- Liste der Ministerpräsidenten des Königreichs Sardinien

### Königreich Italien (1861–1946)
| Nr.  | Bild                                 | Amtszeit von       | bis                | Ministerpräsident                                                |
| ---- | ------------------------------------ | ------------------ | ------------------ | ---------------------------------------------------------------- |
| 1    | Camillo Benso, Conte di Cavour       | 17. März 1861      | 23. März 1861      | Camillo Benso, Conte di Cavour (3.–4. Amtszeit)                  |
| 1    | Camillo Benso, Conte di Cavour       | 23. März 1861      | 6. Juni 1861       | Camillo Benso, Conte di Cavour (3.–4. Amtszeit)                  |
| 2    | Bettino Ricasoli                     | 12. Juni 1861      | 3. März 1862       | Bettino Ricasoli                                                 |
| 3    | Urbano Rattazzi                      | 3. März 1862       | 8. Dezember 1862   | Urbano Rattazzi                                                  |
| 4    | Luigi Carlo Farini                   | 8. Dezember 1862   | 24. März 1863      | Luigi Carlo Farini                                               |
| 5    | Marco Minghetti                      | 24. März 1863      | 28. September 1864 | Marco Minghetti                                                  |
| 6    | Alfonso Ferrero La Marmora           | 28. September 1864 | 31. Dezember 1865  | Alfonso Ferrero La Marmora (1.–2. Amtszeit)                      |
| 6    | Alfonso Ferrero La Marmora           | 31. Dezember 1865  | 17. Juni 1866      | Alfonso Ferrero La Marmora (1.–2. Amtszeit)                      |
| (2)  | Bettino Ricasoli                     | 17. Juni 1866      | 11. April 1867     | Bettino Ricasoli (2. Amtszeit)                                   |
| (3)  | Urbano Rattazzi                      | 11. April 1867     | 27. Oktober 1867   | Urbano Rattazzi (2. Amtszeit)                                    |
| 7    | Federico Luigi, Conte Menabrea       | 27. Oktober 1867   | 5. Januar 1868     | Luigi Federico Menabrea (1.–3. Amtszeit)                         |
| 7    | Federico Luigi, Conte Menabrea       | 5. Januar 1868     | 13. Mai 1869       | Luigi Federico Menabrea (1.–3. Amtszeit)                         |
| 7    | Federico Luigi, Conte Menabrea       | 13. Mai 1869       | 14. Dezember 1869  | Luigi Federico Menabrea (1.–3. Amtszeit)                         |
| 8    | Giovanni Lanza                       | 14. Dezember 1869  | 9. Juli 1873       | Giovanni Lanza                                                   |
| (5)  | Marco Minghetti                      | 10. Juli 1873      | 18. März 1876      | Marco Minghetti (2. Amtszeit)                                    |
| 9    | Agostino Depretis                    | 25. März 1876      | 26. Dezember 1877  | Agostino Depretis (1.–2. Amtszeit)                               |
| 9    | Agostino Depretis                    | 26. Dezember 1877  | 23. März 1878      | Agostino Depretis (1.–2. Amtszeit)                               |
| 10   | Benedetto Cairoli                    | 24. März 1878      | 19. Dezember 1878  | Benedetto Cairoli                                                |
| (9)  | Agostino Depretis                    | 19. Dezember 1878  | 14. Juli 1879      | Agostino Depretis (3. Amtszeit)                                  |
| (10) | Benedetto Cairoli                    | 14. Juli 1879      | 25. November 1879  | Benedetto Cairoli (2.–3. Amtszeit)                               |
| (10) | Benedetto Cairoli                    | 25. November 1879  | 29. Mai 1881       | Benedetto Cairoli (2.–3. Amtszeit)                               |
| (9)  | Agostino Depretis                    | 29. Mai 1881       | 25. Mai 1883       | Agostino Depretis (4.–8. Amtszeit)                               |
| (9)  | Agostino Depretis                    | 25. Mai 1883       | 30. März 1884      | Agostino Depretis (4.–8. Amtszeit)                               |
| (9)  | Agostino Depretis                    | 30. März 1884      | 29. Juni 1885      | Agostino Depretis (4.–8. Amtszeit)                               |
| (9)  | Agostino Depretis                    | 29. Juni 1885      | 4. April 1887      | Agostino Depretis (4.–8. Amtszeit)                               |
| (9)  | Agostino Depretis                    | 4. April 1887      | 29. Juli 1887      | Agostino Depretis (4.–8. Amtszeit)                               |
| 11   | Francesco Crispi                     | 29. Juli 1887      | 9. März 1889       | Francesco Crispi (1.–2. Amtszeit)                                |
| 11   | Francesco Crispi                     | 9. März 1889       | 6. Februar 1891    | Francesco Crispi (1.–2. Amtszeit)                                |
| 12   | Antonio Starabba, Marchese di Rudinì | 6. Februar 1891    | 15. Mai 1892       | Antonio Starabba, Marchese di Rudinì                             |
| 13   | Giovanni Giolitti                    | 15. Mai 1892       | 15. Dezember 1893  | Giovanni Giolitti                                                |
| (11) | Francesco Crispi                     | 15. Dezember 1893  | 14. Juni 1894      | Francesco Crispi (3.–4. Amtszeit)                                |
| (11) | Francesco Crispi                     | 14. Juni 1894      | 10. März 1896      | Francesco Crispi (3.–4. Amtszeit)                                |
| (12) | Antonio Starabba, Marchese di Rudinì | 10. März 1896      | 11. Juli 1896      | Antonio Starabba, Marchese di Rudinì (2.–5. Amtszeit)            |
| (12) | Antonio Starabba, Marchese di Rudinì | 11. Juli 1896      | 14. Dezember 1897  | Antonio Starabba, Marchese di Rudinì (2.–5. Amtszeit)            |
| (12) | Antonio Starabba, Marchese di Rudinì | 14. Dezember 1897  | 1. Juni 1898       | Antonio Starabba, Marchese di Rudinì (2.–5. Amtszeit)            |
| (12) | Antonio Starabba, Marchese di Rudinì | 1. Juni 1898       | 29. Juni 1898      | Antonio Starabba, Marchese di Rudinì (2.–5. Amtszeit)            |
| 14   | Luigi Pelloux                        | 29. Juni 1898      | 14. Mai 1899       | Luigi Pelloux (1.–2. Amtszeit)                                   |
| 14   | Luigi Pelloux                        | 14. Mai 1899       | 24. Juni 1900      | Luigi Pelloux (1.–2. Amtszeit)                                   |
| 15   | Giuseppe Saracco                     | 24. Juni 1900      | 15. Februar 1901   | Giuseppe Saracco                                                 |
| 16   | Giuseppe Zanardelli                  | 15. Februar 1901   | 3. September 1903  | Giuseppe Zanardelli                                              |
| (13) | Giovanni Giolitti                    | 3. September 1903  | 12. März 1905      | Giovanni Giolitti (2. Amtszeit)                                  |
| 17   | Tommaso Tittoni                      | 12. März 1905      | 27. März 1905      | Tommaso Tittoni                                                  |
| 18   | Alessandro Fortis                    | 28. März 1905      | 24. Dezember 1905  | Alessandro Fortis (1.–2. Amtszeit)                               |
| 18   | Alessandro Fortis                    | 24. Dezember 1905  | 8. Februar 1906    | Alessandro Fortis (1.–2. Amtszeit)                               |
| 19   | Sidney Sonnino                       | 8. Februar 1906    | 29. Mai 1906       | Sidney Sonnino                                                   |
| (13) | Giovanni Giolitti                    | 29. Mai 1906       | 10. Dezember 1909  | Giovanni Giolitti (3. Amtszeit)                                  |
| (19) | Sidney Sonnino                       | 11. Dezember 1909  | 31. März 1910      | Sidney Sonnino (2. Amtszeit)                                     |
| 20   | Luigi Luzzatti                       | 31. März 1910      | 29. März 1911      | Luigi Luzzatti                                                   |
| (13) | Giovanni Giolitti                    | 30. März 1911      | 19. März 1914      | Giovanni Giolitti (4. Amtszeit)                                  |
| 21   | Antonio Salandra                     | 21. März 1914      | 31. Oktober 1914   | Antonio Salandra (1.–2. Amtszeit)                                |
| 21   | Antonio Salandra                     | 5. November 1914   | 18. Juni 1916      | Antonio Salandra (1.–2. Amtszeit)                                |
| 22   | Paolo Boselli                        | 18. Juni 1916      | 29. Oktober 1917   | Paolo Boselli                                                    |
| 23   | Vittorio Emanuele Orlando            | 29. Oktober 1917   | 23. Juni 1919      | Vittorio Emanuele Orlando                                        |
| 24   | Francesco Saverio Nitti              | 23. Juni 1919      | 21. Mai 1920       | Francesco Saverio Nitti (1.–2. Amtszeit)                         |
| 24   | Francesco Saverio Nitti              | 21. Mai 1920       | 15. Juni 1920      | Francesco Saverio Nitti (1.–2. Amtszeit)                         |
| (13) | Giovanni Giolitti                    | 15. Juni 1920      | 4. Juli 1921       | Giovanni Giolitti (5. Amtszeit)                                  |
| 25   | Ivanoe Bonomi                        | 4. Juli 1921       | 26. Februar 1922   | Ivanoe Bonomi                                                    |
| 26   | Luigi Facta                          | 26. Februar 1922   | 1. August 1922     | Luigi Facta (1.–2. Amtszeit)                                     |
| 26   | Luigi Facta                          | 1. August 1922     | 28. Oktober 1922   | Luigi Facta (1.–2. Amtszeit)                                     |
| 27   | Benito Mussolini                     | 30. Oktober 1922   | 25. Juli 1943      | Benito Mussolini                                                 |
| 28   | Pietro Badoglio                      | 25. Juli 1943      | 17. April 1944     | Pietro Badoglio (provisorische Militärregierung, 1.–2. Amtszeit) |
| 28   | Pietro Badoglio                      | 22. April 1944     | 8. Juni 1944       | Pietro Badoglio (provisorische Militärregierung, 1.–2. Amtszeit) |
| (25) | Ivanoe Bonomi                        | 18. Juni 1944      | 10. Dezember 1944  | Ivanoe Bonomi (2.–3. Amtszeit)                                   |
| (25) | Ivanoe Bonomi                        | 12. Dezember 1944  | 19. Juni 1945      | Ivanoe Bonomi (2.–3. Amtszeit)                                   |
| 29   | Ferruccio Parri                      | 21. Juni 1945      | 24. November 1945  | Ferruccio Parri                                                  |
| 30   | Alcide De Gasperi                    | 10. Dezember 1945  | 13. Juli 1946      | Alcide De Gasperi                                                |

### Italienische Republik (ab 1946)
| #                                         | Bild                                      | Name                                      | Amtsantritt                               | Amtsaustritt                              | Partei                                    | Anmerkungen                               | Zeitleiste der Ministerpräsidenten |
| Verfassunggebende Versammlung (1946–1948) | Verfassunggebende Versammlung (1946–1948) | Verfassunggebende Versammlung (1946–1948) | Verfassunggebende Versammlung (1946–1948) | Verfassunggebende Versammlung (1946–1948) | Verfassunggebende Versammlung (1946–1948) | Verfassunggebende Versammlung (1946–1948) | Zeitleiste der Ministerpräsidenten |
| ----------------------------------------- | ----------------------------------------- | ----------------------------------------- | ----------------------------------------- | ----------------------------------------- | ----------------------------------------- | ----------------------------------------- | ---------------------------------- |
| 1                                         | Alcide De Gasperi                         | Alcide De Gasperi                         | 13. Juli 1946                             | 28. Januar 1947                           | DC                                        | 2. Amtszeit                               | Zeitleiste der Ministerpräsidenten |
| 1                                         | Alcide De Gasperi                         | Alcide De Gasperi                         | 2. Februar 1947                           | 31. Mai 1947                              | DC                                        | 3. Amtszeit                               | Zeitleiste der Ministerpräsidenten |
| 1                                         | Alcide De Gasperi                         | Alcide De Gasperi                         | 31. Mai 1947                              | 23. Mai 1948                              | DC                                        | 4. Amtszeit                               | Zeitleiste der Ministerpräsidenten |
| 1. Legislaturperiode (1948–1953)          |                                           |                                           |                                           |                                           |                                           |                                           | Zeitleiste der Ministerpräsidenten |
| (1)                                       | Alcide De Gasperi                         | Alcide De Gasperi                         | 23. Mai 1948                              | 14. Januar 1950                           | DC                                        | 5. Amtszeit                               | Zeitleiste der Ministerpräsidenten |
| (1)                                       | Alcide De Gasperi                         | Alcide De Gasperi                         | 27. Januar 1950                           | 19. Juli 1951                             | DC                                        | 6. Amtszeit                               | Zeitleiste der Ministerpräsidenten |
| (1)                                       | Alcide De Gasperi                         | Alcide De Gasperi                         | 26. Juli 1951                             | 7. Juli 1953                              | DC                                        | 7. Amtszeit                               | Zeitleiste der Ministerpräsidenten |
| 2. Legislaturperiode (1953–1958)          |                                           |                                           |                                           |                                           |                                           |                                           | Zeitleiste der Ministerpräsidenten |
| (1)                                       | Alcide De Gasperi                         | Alcide De Gasperi                         | 16. Juli 1953                             | 2. August 1953                            | DC                                        | 8. Amtszeit                               | Zeitleiste der Ministerpräsidenten |
| 2                                         |                                           | Giuseppe Pella                            | 17. August 1953                           | 12. Januar 1954                           | DC                                        |                                           | Zeitleiste der Ministerpräsidenten |
| 3                                         | Amintore Fanfani                          | Amintore Fanfani                          | 18. Januar 1954                           | 8. Februar 1954                           | DC                                        |                                           | Zeitleiste der Ministerpräsidenten |
| 4                                         | Mario Scelba                              | Mario Scelba                              | 10. Februar 1954                          | 2. Juli 1955                              | DC                                        |                                           | Zeitleiste der Ministerpräsidenten |
| 5                                         | Antonio Segni                             | Antonio Segni                             | 6. Juli 1955                              | 15. Mai 1957                              | DC                                        |                                           | Zeitleiste der Ministerpräsidenten |
| 6                                         | Adone Zoli                                | Adone Zoli                                | 19. Mai 1957                              | 1. Juli 1958                              | DC                                        |                                           | Zeitleiste der Ministerpräsidenten |
| 3. Legislaturperiode (1958–1963)          |                                           |                                           |                                           |                                           |                                           |                                           | Zeitleiste der Ministerpräsidenten |
| (3)                                       | Amintore Fanfani                          | Amintore Fanfani                          | 1. Juli 1958                              | 15. Februar 1959                          | DC                                        | 2. Amtszeit                               | Zeitleiste der Ministerpräsidenten |
| (5)                                       | Antonio Segni                             | Antonio Segni                             | 15. Februar 1959                          | 23. März 1960                             | DC                                        | 2. Amtszeit                               | Zeitleiste der Ministerpräsidenten |
| 7                                         | Fernando Tambroni                         | Fernando Tambroni                         | 25. März 1960                             | 26. Juli 1960                             | DC                                        |                                           | Zeitleiste der Ministerpräsidenten |
| (3)                                       | Amintore Fanfani                          | Amintore Fanfani                          | 26. Juli 1960                             | 21. Februar 1962                          | DC                                        | 3. Amtszeit                               | Zeitleiste der Ministerpräsidenten |
| (3)                                       | Amintore Fanfani                          | Amintore Fanfani                          | 21. Februar 1962                          | 21. Juni 1963                             | DC                                        | 4. Amtszeit                               | Zeitleiste der Ministerpräsidenten |
| 4. Legislaturperiode (1963–1968)          |                                           |                                           |                                           |                                           |                                           |                                           | Zeitleiste der Ministerpräsidenten |
| 8                                         | Giovanni Leone                            | Giovanni Leone                            | 21. Juni 1963                             | 4. Dezember 1963                          | DC                                        |                                           | Zeitleiste der Ministerpräsidenten |
| 9                                         | Aldo Moro                                 | Aldo Moro                                 | 4. Dezember 1963                          | 22. Juli 1964                             | DC                                        |                                           | Zeitleiste der Ministerpräsidenten |
| 9                                         | Aldo Moro                                 | Aldo Moro                                 | 22. Juli 1964                             | 23. Februar 1966                          | DC                                        | 2. Amtszeit                               | Zeitleiste der Ministerpräsidenten |
| 9                                         | Aldo Moro                                 | Aldo Moro                                 | 23. Februar 1966                          | 24. Juni 1968                             | DC                                        | 3. Amtszeit                               | Zeitleiste der Ministerpräsidenten |
| 5. Legislaturperiode (1968–1972)          |                                           |                                           |                                           |                                           |                                           |                                           | Zeitleiste der Ministerpräsidenten |
| (8)                                       | Giovanni Leone                            | Giovanni Leone                            | 24. Juni 1968                             | 12. Dezember 1968                         | DC                                        | 2. Amtszeit                               | Zeitleiste der Ministerpräsidenten |
| 10                                        | Mariano Rumor                             | Mariano Rumor                             | 12. Dezember 1968                         | 5. August 1969                            | DC                                        |                                           | Zeitleiste der Ministerpräsidenten |
| 10                                        | Mariano Rumor                             | Mariano Rumor                             | 5. August 1969                            | 23. März 1970                             | DC                                        | 2. Amtszeit                               | Zeitleiste der Ministerpräsidenten |
| 10                                        | Mariano Rumor                             | Mariano Rumor                             | 27. März 1970                             | 6. August 1970                            | DC                                        | 3. Amtszeit                               | Zeitleiste der Ministerpräsidenten |
| 11                                        |                                           | Emilio Colombo                            | 6. August 1970                            | 17. Februar 1972                          | DC                                        |                                           | Zeitleiste der Ministerpräsidenten |
| 12                                        | Giulio Andreotti                          | Giulio Andreotti                          | 17. Februar 1972                          | 26. Juni 1972                             | DC                                        |                                           | Zeitleiste der Ministerpräsidenten |
| 6. Legislaturperiode (1972–1976)          |                                           |                                           |                                           |                                           |                                           |                                           | Zeitleiste der Ministerpräsidenten |
| (12)                                      | Giulio Andreotti                          | Giulio Andreotti                          | 26. Juni 1972                             | 7. Juli 1973                              | DC                                        | 2. Amtszeit                               | Zeitleiste der Ministerpräsidenten |
| (10)                                      | Mariano Rumor                             | Mariano Rumor                             | 7. Juli 1973                              | 14. März 1974                             | DC                                        | 4. Amtszeit                               | Zeitleiste der Ministerpräsidenten |
| (10)                                      | Mariano Rumor                             | Mariano Rumor                             | 14. März 1974                             | 23. November 1974                         | DC                                        | 5. Amtszeit                               | Zeitleiste der Ministerpräsidenten |
| (9)                                       | Aldo Moro                                 | Aldo Moro                                 | 23. November 1974                         | 12. Februar 1976                          | DC                                        | 4. Amtszeit                               | Zeitleiste der Ministerpräsidenten |
| (9)                                       | Aldo Moro                                 | Aldo Moro                                 | 12. Februar 1976                          | 29. Juli 1976                             | DC                                        | 5. Amtszeit                               | Zeitleiste der Ministerpräsidenten |
| 7. Legislaturperiode (1976–1979)          |                                           |                                           |                                           |                                           |                                           |                                           | Zeitleiste der Ministerpräsidenten |
| (12)                                      | Giulio Andreotti                          | Giulio Andreotti                          | 29. Juli 1976                             | 11. März 1978                             | DC                                        | 3. Amtszeit                               | Zeitleiste der Ministerpräsidenten |
| (12)                                      | Giulio Andreotti                          | Giulio Andreotti                          | 11. März 1978                             | 20. März 1979                             | DC                                        | 4. Amtszeit                               | Zeitleiste der Ministerpräsidenten |
| (12)                                      | Giulio Andreotti                          | Giulio Andreotti                          | 20. März 1979                             | 4. August 1979                            | DC                                        | 5. Amtszeit                               | Zeitleiste der Ministerpräsidenten |
| 8. Legislaturperiode (1979–1983)          |                                           |                                           |                                           |                                           |                                           |                                           | Zeitleiste der Ministerpräsidenten |
| 13                                        | Francesco Cossiga                         | Francesco Cossiga                         | 4. August 1979                            | 4. April 1980                             | DC                                        |                                           | Zeitleiste der Ministerpräsidenten |
| 13                                        | Francesco Cossiga                         | Francesco Cossiga                         | 4. April 1980                             | 18. Oktober 1980                          | DC                                        | 2. Amtszeit                               | Zeitleiste der Ministerpräsidenten |
| 14                                        |                                           | Arnaldo Forlani                           | 18. Oktober 1980                          | 26. Juni 1981                             | DC                                        |                                           | Zeitleiste der Ministerpräsidenten |
| 15                                        | Giovanni Spadolini                        | Giovanni Spadolini                        | 28. Juni 1981                             | 23. August 1982                           | PRI                                       |                                           | Zeitleiste der Ministerpräsidenten |
| 15                                        | Giovanni Spadolini                        | Giovanni Spadolini                        | 23. August 1982                           | 1. Dezember 1982                          | PRI                                       | 2. Amtszeit                               | Zeitleiste der Ministerpräsidenten |
| (3)                                       | Amintore Fanfani                          | Amintore Fanfani                          | 1. Dezember 1982                          | 4. August 1983                            | DC                                        | 5. Amtszeit                               | Zeitleiste der Ministerpräsidenten |
| 9. Legislaturperiode (1983–1987)          |                                           |                                           |                                           |                                           |                                           |                                           | Zeitleiste der Ministerpräsidenten |
| 16                                        | Bettino Craxi                             | Bettino Craxi                             | 4. August 1983                            | 1. August 1986                            | PSI                                       |                                           | Zeitleiste der Ministerpräsidenten |
| 16                                        | Bettino Craxi                             | Bettino Craxi                             | 1. August 1986                            | 17. April 1987                            | PSI                                       | 2. Amtszeit                               | Zeitleiste der Ministerpräsidenten |
| (3)                                       | Amintore Fanfani                          | Amintore Fanfani                          | 17. April 1987                            | 28. Juli 1987                             | DC                                        | 6. Amtszeit                               | Zeitleiste der Ministerpräsidenten |
| 10. Legislaturperiode (1987–1992)         |                                           |                                           |                                           |                                           |                                           |                                           | Zeitleiste der Ministerpräsidenten |
| 17                                        |                                           | Giovanni Goria                            | 28. Juli 1987                             | 13. April 1988                            | DC                                        |                                           | Zeitleiste der Ministerpräsidenten |
| 18                                        | Ciriaco De Mita                           | Ciriaco De Mita                           | 13. April 1988                            | 22. Juli 1989                             | DC                                        |                                           | Zeitleiste der Ministerpräsidenten |
| (12)                                      | Giulio Andreotti                          | Giulio Andreotti                          | 22. Juli 1989                             | 12. April 1991                            | DC                                        | 6. Amtszeit                               | Zeitleiste der Ministerpräsidenten |
| (12)                                      | Giulio Andreotti                          | Giulio Andreotti                          | 12. April 1991                            | 28. Juni 1992                             | DC                                        | 7. Amtszeit                               | Zeitleiste der Ministerpräsidenten |
| 11. Legislaturperiode (1992–1994)         |                                           |                                           |                                           |                                           |                                           |                                           | Zeitleiste der Ministerpräsidenten |
| 19                                        | Giuliano Amato                            | Giuliano Amato                            | 28. Juni 1992                             | 28. April 1993                            | PSI                                       |                                           | Zeitleiste der Ministerpräsidenten |
| 20                                        | Carlo Azeglio Ciampi                      | Carlo Azeglio Ciampi                      | 28. April 1993                            | 10. Mai 1994                              | Parteilos                                 |                                           | Zeitleiste der Ministerpräsidenten |
| 12. Legislaturperiode (1994–1996)         |                                           |                                           |                                           |                                           |                                           |                                           | Zeitleiste der Ministerpräsidenten |
| 21                                        | Silvio Berlusconi                         | Silvio Berlusconi                         | 10. Mai 1994                              | 17. Januar 1995                           | FI                                        |                                           | Zeitleiste der Ministerpräsidenten |
| 22                                        | Lamberto Dini                             | Lamberto Dini                             | 17. Januar 1995                           | 17. Mai 1996                              | Parteilos                                 |                                           | Zeitleiste der Ministerpräsidenten |
| 13. Legislaturperiode (1996–2001)         |                                           |                                           |                                           |                                           |                                           |                                           | Zeitleiste der Ministerpräsidenten |
| 23                                        | Romano Prodi                              | Romano Prodi                              | 18. Mai 1996                              | 21. Oktober 1998                          | L’Ulivo                                   |                                           | Zeitleiste der Ministerpräsidenten |
| 24                                        | Massimo D’Alema                           | Massimo D’Alema                           | 21. Oktober 1998                          | 22. Dezember 1999                         | DS                                        |                                           | Zeitleiste der Ministerpräsidenten |
| 24                                        | Massimo D’Alema                           | Massimo D’Alema                           | 22. Dezember 1999                         | 25. April 2000                            | DS                                        | 2. Amtszeit                               | Zeitleiste der Ministerpräsidenten |
| (19)                                      | Giuliano Amato                            | Giuliano Amato                            | 25. April 2000                            | 11. Juni 2001                             | L’Ulivo                                   | 2. Amtszeit                               | Zeitleiste der Ministerpräsidenten |
| 14. Legislaturperiode (2001–2006)         |                                           |                                           |                                           |                                           |                                           |                                           | Zeitleiste der Ministerpräsidenten |
| (21)                                      | Silvio Berlusconi                         | Silvio Berlusconi                         | 11. Juni 2001                             | 23. April 2005                            | FI                                        | 2. Amtszeit                               | Zeitleiste der Ministerpräsidenten |
| (21)                                      | Silvio Berlusconi                         | Silvio Berlusconi                         | 23. April 2005                            | 17. Mai 2006                              | FI                                        | 3. Amtszeit                               | Zeitleiste der Ministerpräsidenten |
| 15. Legislaturperiode (2006–2008)         |                                           |                                           |                                           |                                           |                                           |                                           | Zeitleiste der Ministerpräsidenten |
| (23)                                      | Romano Prodi                              | Romano Prodi                              | 17. Mai 2006                              | 8. Mai 2008                               | L’Ulivo                                   | 2. Amtszeit                               | Zeitleiste der Ministerpräsidenten |
| 16. Legislaturperiode (2008–2013)         |                                           |                                           |                                           |                                           |                                           |                                           | Zeitleiste der Ministerpräsidenten |
| (21)                                      | Silvio Berlusconi                         | Silvio Berlusconi                         | 8. Mai 2008                               | 12. November 2011                         | PdL                                       | 4. Amtszeit                               | Zeitleiste der Ministerpräsidenten |
| 25                                        | Mario Monti                               | Mario Monti                               | 16. November 2011                         | 28. April 2013                            | Parteilos                                 |                                           | Zeitleiste der Ministerpräsidenten |
| 17. Legislaturperiode (2013–2018)         |                                           |                                           |                                           |                                           |                                           |                                           | Zeitleiste der Ministerpräsidenten |
| 26                                        | Enrico Letta                              | Enrico Letta                              | 28. April 2013                            | 22. Februar 2014                          | PD                                        |                                           | Zeitleiste der Ministerpräsidenten |
| 27                                        | Matteo Renzi                              | Matteo Renzi                              | 22. Februar 2014                          | 12. Dezember 2016                         | PD                                        |                                           | Zeitleiste der Ministerpräsidenten |
| 28                                        | Paolo Gentiloni                           | Paolo Gentiloni                           | 12. Dezember 2016                         | 1. Juni 2018                              | PD                                        |                                           | Zeitleiste der Ministerpräsidenten |
| 18. Legislaturperiode (2018–2022)         |                                           |                                           |                                           |                                           |                                           |                                           | Zeitleiste der Ministerpräsidenten |
| 29                                        | Giuseppe Conte                            | Giuseppe Conte                            | 1. Juni 2018                              | 5. September 2019                         | Parteilos                                 |                                           | Zeitleiste der Ministerpräsidenten |
| 29                                        | Giuseppe Conte                            | Giuseppe Conte                            | 5. September 2019                         | 13. Februar 2021                          | Parteilos                                 | 2. Amtszeit                               | Zeitleiste der Ministerpräsidenten |
| 30                                        | Mario Draghi                              | Mario Draghi                              | 13. Februar 2021                          | 22. Oktober 2022                          | Parteilos                                 |                                           | Zeitleiste der Ministerpräsidenten |
| 19. Legislaturperiode (seit 2022)         |                                           |                                           |                                           |                                           |                                           |                                           | Zeitleiste der Ministerpräsidenten |
| 31                                        | Giorgia Meloni                            | Giorgia Meloni                            | 22. Oktober 2022                          |                                           | FdI                                       |                                           | Zeitleiste der Ministerpräsidenten |

## Längste Regierungszeiten
| Rang | Name              | P# | Regierungsdauer                                                                      | Zeiträume      |
| ---- | ----------------- | -- | ------------------------------------------------------------------------------------ | -------------- |
| 01   | Silvio Berlusconi | 21 | 9 Jahre und 53 Tage 251 Tage + 4 Jahre und 340 Tage + 3 Jahre und 192 Tage           | 1994–1995      |
| 01   | Silvio Berlusconi | 21 | 9 Jahre und 53 Tage 251 Tage + 4 Jahre und 340 Tage + 3 Jahre und 192 Tage           | 2001–2006      |
| 01   | Silvio Berlusconi | 21 | 9 Jahre und 53 Tage 251 Tage + 4 Jahre und 340 Tage + 3 Jahre und 192 Tage           | 2008–2011      |
| 02   | Giulio Andreotti  | 12 | 7 Jahre und 122 Tage 1 Jahr und 140 Tage + 3 Jahre und 6 Tage + 2 Jahre und 341 Tage | 1972–1973      |
| 02   | Giulio Andreotti  | 12 | 7 Jahre und 122 Tage 1 Jahr und 140 Tage + 3 Jahre und 6 Tage + 2 Jahre und 341 Tage | 1976–1979      |
| 02   | Giulio Andreotti  | 12 | 7 Jahre und 122 Tage 1 Jahr und 140 Tage + 3 Jahre und 6 Tage + 2 Jahre und 341 Tage | 1989–1992      |
| 03   | Alcide De Gasperi | 01 | 7 Jahre und 35 Tage                                                                  | 1946–1953 1    |
| 04   | Aldo Moro         | 09 | 6 Jahre und 87 Tage 4 Jahre und 203 Tage + 1 Jahr und 249 Tage                       | 1963–1968      |
| 04   | Aldo Moro         | 09 | 6 Jahre und 87 Tage 4 Jahre und 203 Tage + 1 Jahr und 249 Tage                       | 1974–1976      |
| 05   | Amintore Fanfani  | 03 | 4 Jahre und 200 Tage 22 Tage + 229 Tage + 2 Jahre und 331 Tage + 246 Tage + 102 Tage | Jan.–Feb. 1954 |
| 05   | Amintore Fanfani  | 03 | 4 Jahre und 200 Tage 22 Tage + 229 Tage + 2 Jahre und 331 Tage + 246 Tage + 102 Tage | 1958–1959      |
| 05   | Amintore Fanfani  | 03 | 4 Jahre und 200 Tage 22 Tage + 229 Tage + 2 Jahre und 331 Tage + 246 Tage + 102 Tage | 1960–1963      |
| 05   | Amintore Fanfani  | 03 | 4 Jahre und 200 Tage 22 Tage + 229 Tage + 2 Jahre und 331 Tage + 246 Tage + 102 Tage | 1982–1983      |
| 05   | Amintore Fanfani  | 03 | 4 Jahre und 200 Tage 22 Tage + 229 Tage + 2 Jahre und 331 Tage + 246 Tage + 102 Tage | Apr.–Juli 1987 |
| 06   | Romano Prodi      | 23 | 4 Jahre und 148 Tage 2 Jahre und 156 Tage + 1 Jahr und 357 Tage                      | 1996–1998      |
| 06   | Romano Prodi      | 23 | 4 Jahre und 148 Tage 2 Jahre und 156 Tage + 1 Jahr und 357 Tage                      | 2006–2008      |
| 07   | Bettino Craxi     | 16 | 3 Jahre und 256 Tage                                                                 | 1983–1987      |
| 08   | Mariano Rumor     | 10 | 3 Jahre und 10 Tage 1 Jahr und 237 Tage + 1 Jahr und 138 Tage                        | 1968–1970      |
| 08   | Mariano Rumor     | 10 | 3 Jahre und 10 Tage 1 Jahr und 237 Tage + 1 Jahr und 138 Tage                        | 1973–1974      |
| 09   | Antonio Segni     | 05 | 2 Jahre und 357 Tage 1 Jahr und 318 Tage + 1 Jahr und 39 Tage                        | 1955–1957      |
| 09   | Antonio Segni     | 05 | 2 Jahre und 357 Tage 1 Jahr und 318 Tage + 1 Jahr und 39 Tage                        | 1959–1960      |
| 10   | Giorgia Meloni    | 31 | 2 Jahre und 296 Tage                                                                 | seit 2022      |

| Rang | Name                | P# | Regierungsdauer | Zeiträume      |
| ---- | ------------------- | -- | --- | -------------- |
| 01   | Benito Mussolini    | 27 | 20 Jahre und 268 Tage | 1922–1943      |
| 02   | Giovanni Giolitti   | 13 | 10 Jahre und 242 Tage 1 Jahr und 214 Tage + 1 Jahr und 190 Tage + 3 Jahre und 195 Tage + 2 Jahre und 354 Tage + 1 Jahr und 19 Tage | 1892–1893      |
| 02   | Giovanni Giolitti   | 13 | 10 Jahre und 242 Tage 1 Jahr und 214 Tage + 1 Jahr und 190 Tage + 3 Jahre und 195 Tage + 2 Jahre und 354 Tage + 1 Jahr und 19 Tage | 1903–1905      |
| 02   | Giovanni Giolitti   | 13 | 10 Jahre und 242 Tage 1 Jahr und 214 Tage + 1 Jahr und 190 Tage + 3 Jahre und 195 Tage + 2 Jahre und 354 Tage + 1 Jahr und 19 Tage | 1906–1909      |
| 02   | Giovanni Giolitti   | 13 | 10 Jahre und 242 Tage 1 Jahr und 214 Tage + 1 Jahr und 190 Tage + 3 Jahre und 195 Tage + 2 Jahre und 354 Tage + 1 Jahr und 19 Tage | 1911–1914      |
| 02   | Giovanni Giolitti   | 13 | 10 Jahre und 242 Tage 1 Jahr und 214 Tage + 1 Jahr und 190 Tage + 3 Jahre und 195 Tage + 2 Jahre und 354 Tage + 1 Jahr und 19 Tage | 1920–1921      |
| 03   | Agostino Depretis   | 09 | 8 Jahre und 266 Tage 1 Jahr und 363 Tage + 207 Tage + 6 Jahre und 61 Tage                                                          | 1876–1878      |
| 03   | Agostino Depretis   | 09 | 8 Jahre und 266 Tage 1 Jahr und 363 Tage + 207 Tage + 6 Jahre und 61 Tage                                                          | 1878–1879      |
| 03   | Agostino Depretis   | 09 | 8 Jahre und 266 Tage 1 Jahr und 363 Tage + 207 Tage + 6 Jahre und 61 Tage                                                          | 1881–1887      |
| 04   | Francesco Crispi    | 11 | 5 Jahre und 278 Tage 3 Jahre und 192 Tage + 2 Jahre und 86 Tage                                                                    | 1887–1891      |
| 04   | Francesco Crispi    | 11 | 5 Jahre und 278 Tage 3 Jahre und 192 Tage + 2 Jahre und 86 Tage                                                                    | 1893–1896      |
| 05   | Marco Minghetti     | 05 | 4 Jahre und 75 Tage 1 Jahr und 188 Tage + 2 Jahre und 252 Tage                                                                     | 1863–1864      |
| 05   | Marco Minghetti     | 05 | 4 Jahre und 75 Tage 1 Jahr und 188 Tage + 2 Jahre und 252 Tage                                                                     | 1873–1876      |
| 06   | Antonio Starabba    | 12 | 3 Jahre und 210 Tage 1 Jahr und 99 Tage + 2 Jahre und 111 Tage                                                                     | 1891–1892      |
| 06   | Antonio Starabba    | 12 | 3 Jahre und 210 Tage 1 Jahr und 99 Tage + 2 Jahre und 111 Tage                                                                     | 1896–1898      |
| 07   | Giovanni Lanza      | 08 | 3 Jahre und 207 Tage | 1869–1873      |
| 08   | Benedetto Cairoli   | 10 | 2 Jahre und 224 Tage 270 Tage + 1 Jahr und 319 Tage                                                                                | März–Dez. 1878 |
| 08   | Benedetto Cairoli   | 10 | 2 Jahre und 224 Tage 270 Tage + 1 Jahr und 319 Tage                                                                                | 1879–1881      |
| 09   | Giuseppe Zanardelli | 16 | 2 Jahre und 200 Tage | 1901–1903      |
| 10   | Antonio Salandra    | 21 | 2 Jahre und 89 Tage | 1914–1916      |